# NGC 5253
NGC 5253 é uma galáxia espiral (S/P) localizada na direcção da constelação de Centaurus. Possui uma declinação de -31° 38' 30" e uma ascensão recta de 13 horas, 39 minutos e 55,8 segundos.
A galáxia NGC 5253 foi descoberta em 15 de Março de 1787 por William Herschel.